# Manuel I Komnenos
Manuel I Komnenos (Grieks: Μανουήλ Κομνηνός, Manouēl Komnēnos) (Constantinopel, 28 november 1120 – aldaar, 24 september 1180) was Byzantijns keizer van 1143 tot 1180. Hij was de kleinzoon van Alexios I en zoon van Johannes II, uit het geslacht der Komnenen, en ging de geschiedenis in als een veelzijdig begaafd, maar beredeneerd heerser. Zijn regering is consolidatie van zijn vaders verwezenlijkingen.

## Tweede kruistocht
De nieuwe speler in de Levant is de Zengi dynastie ( Zengi, Nur ad-Din en Saladin). Als Johannes II sterft in 1143, test Zengi welk vlees hij in de kuip heeft en verovert het onbeduidend Graafschap Edessa. Manuel I laat begaan, enkel Raymond van Poitiers, vorst van Antiochië en de Paus reageren. Sinds de Eerste Kruistocht heeft er niemand controle over de Kruisvaardersstaten, die meer met zichzelf bezig waren, dan belang te hechten aan het groter geheel. Als Paus Eugenius III de Tweede Kruistocht uitroept, vindt hij geen kandidaten. Dankzij het subtiele werk van Bernardus van Clairvaux, zijn Lodewijk VII van Frankrijk en de Duitse koning Koenraad III bereid een pelgrimstocht naar Jeruzalem te ondernemen.
Geleerd uit de plunderingen van de Eerste kruistocht, brengt Manuel I alles in gereedheid voor een vlotte passage door het Byzantijnse Rijk. Als opwarming probeerde Koenraad III Iconium, de hoofdstad van het sultanaat van Rûm, te veroveren, maar kreeg een zware nederlaag te verduren (1147). 
De tweede kruistocht wordt een fiasco.

## Zuid-Italië
Manuel I ziet in dat hij volledig afhankelijk is van de maritieme republieken wat betreft de Middellandse zee, daarom richt hij een nieuwe vloot op.
Als Rogier II van Sicilië in 1154 sterft, valt hij Zuid-italië aan. Samen met Keizer Frederik I Barbarossa en Paus Adrianus IV proberen ze Willem I van Sicilië klein te krijgen. De pausverkiezing van 1159 wijzigt de kaarten. Frederik I kiest de partij voor Tegenpaus Victor IV (Octavianus) en Willem I kiest voor Paus Alexander III. Manuel die net een toenadering tot de Westerse kerk zocht, is verplicht af te haken.

## Balkan
Een conflict met Stefanus III van Hongarije, wegens zijn verovering van Dalmatië, werd in 1167 tijdens de slag bij Sirmium in het voordeel van de Byzantijnen beslecht.

## Egypte
Amalrik I van Jeruzalem, die getrouwd was met Maria Comnena, kan Manuel I overtuigen om een aanval te gewagen op Egypte. Samen vallen ze in 1170 Damietta aan. Het beleg duurde lang en er brak hongersnood uit in het christenkamp. De Byzantijnen en de kruisvaarders gaven elkaar hierover de schuld en zagen zich genoodzaakt om een vredesverdag met Saladin te sluiten.

## Anatolië

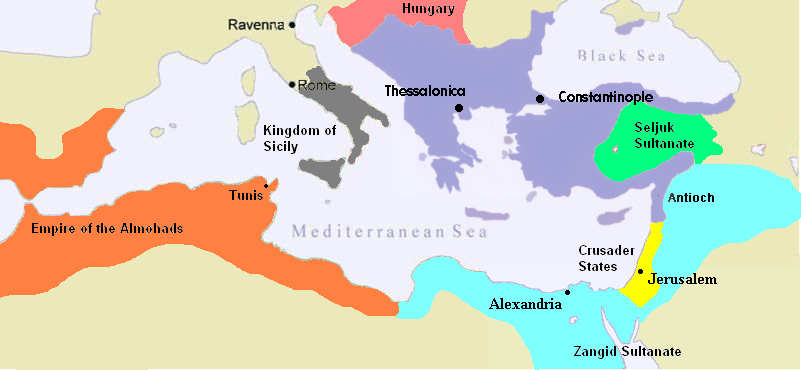
Kaart van het Byzantijnse Rijk c. 1180.

Het vredesverdrag met het Sultanaat van Rûm duurde tot 1175, toen Kilij Arslan II weigerde om de veroverde gebieden van de Danisjmenden over te dragen aan Manuel I. Hij trok in 1176 met zijn leger het sultanaat binnen en wat volgde is de slag bij Myriokephalon, een overwinning voor de Seltsjoeken. De sultan drong aan op een nieuw vredesverdrag. 
Door Manuels machtsontplooiingen raakten alle financiële en militaire reserves van het Byzantijnse Rijk opgebruikt.

## Familie
Manuel I was eerst getrouwd met Bertha van Sulzbach en vervolgens met Maria van Antiochië, dochter van Raymond van Poitiers, met wie hij één zoon had, Alexios, die hem als keizer zou opvolgen.

## Voorouders
| Voorouders van Manuel I Komnenos (1120-1180) | Voorouders van Manuel I Komnenos (1120-1180)                         | Voorouders van Manuel I Komnenos (1120-1180)                         | Voorouders van Manuel I Komnenos (1120-1180)                         | Voorouders van Manuel I Komnenos (1120-1180)                         | Voorouders van Manuel I Komnenos (1120-1180)                                 | Voorouders van Manuel I Komnenos (1120-1180)                                 | Voorouders van Manuel I Komnenos (1120-1180)                                 | Voorouders van Manuel I Komnenos (1120-1180)                                 |
| -------------------------------------------- | -------------------------------------------------------------------- | -------------------------------------------------------------------- | -------------------------------------------------------------------- | -------------------------------------------------------------------- | ---------------------------------------------------------------------------- | ---------------------------------------------------------------------------- | ---------------------------------------------------------------------------- | ---------------------------------------------------------------------------- |
| Overgrootouders                              | Johannes Komnenos (1015-1067) ∞ Anna Dalassene (1025-1101)           | Johannes Komnenos (1015-1067) ∞ Anna Dalassene (1025-1101)           | Andronikos Doukas (-1077) ∞ Maria van Bulgarije (-1095)              | Andronikos Doukas (-1077) ∞ Maria van Bulgarije (-1095)              | Béla I van Hongarije (1016-1063) ∞ Richezza van Polen (1018-1059)            | Béla I van Hongarije (1016-1063) ∞ Richezza van Polen (1018-1059)            | Rudolf van Rheinfelden (1025-1080) ∞ Adelheid van Savoye (?-1179)            | Rudolf van Rheinfelden (1025-1080) ∞ Adelheid van Savoye (?-1179)            |
| Grootouders                                  | Alexios I Komnenos (1059–1118) ∞ Irene Doukaina (1066-1138)          | Alexios I Komnenos (1059–1118) ∞ Irene Doukaina (1066-1138)          | Alexios I Komnenos (1059–1118) ∞ Irene Doukaina (1066-1138)          | Alexios I Komnenos (1059–1118) ∞ Irene Doukaina (1066-1138)          | Ladislaus I van Hongarije (1040-1095) ∞ Adelheid van Rheinfelden (1065-1090) | Ladislaus I van Hongarije (1040-1095) ∞ Adelheid van Rheinfelden (1065-1090) | Ladislaus I van Hongarije (1040-1095) ∞ Adelheid van Rheinfelden (1065-1090) | Ladislaus I van Hongarije (1040-1095) ∞ Adelheid van Rheinfelden (1065-1090) |
| Ouders                                       | Johannes II Komnenos (1087-1143) ∞ Piroska van Hongarije (1122-1204) | Johannes II Komnenos (1087-1143) ∞ Piroska van Hongarije (1122-1204) | Johannes II Komnenos (1087-1143) ∞ Piroska van Hongarije (1122-1204) | Johannes II Komnenos (1087-1143) ∞ Piroska van Hongarije (1122-1204) | Johannes II Komnenos (1087-1143) ∞ Piroska van Hongarije (1122-1204)         | Johannes II Komnenos (1087-1143) ∞ Piroska van Hongarije (1122-1204)         | Johannes II Komnenos (1087-1143) ∞ Piroska van Hongarije (1122-1204)         | Johannes II Komnenos (1087-1143) ∞ Piroska van Hongarije (1122-1204)         |